# Ivanhoe (Wirginia)
Fort Chiswell – jednostka osadnicza w Stanach Zjednoczonych, w stanie Wirginia, w hrabstwie Wythe.